# Liste der Monuments historiques in Cheniménil
Die Liste der Monuments historiques in Cheniménil führt die Monuments historiques in der französischen Gemeinde Cheniménil auf.

## Liste der Objekte
| Bezeichnung                                   | Beschreibung                                     | Standort          | Kennzeichnung | Schutzstatus | Datum | Bild |
| --------------------------------------------- | ------------------------------------------------ | ----------------- | ------------- | ------------ | ----- | ---- |
| Gemälde Porträt von Stanislaus I. Leszczyński | Ölfarbe auf Leinwand, Mitte des 18. Jahrhunderts | in einem Wohnhaus | PM88001296    | Inscrit      | 2010  |      |